# Streeklab Haarlem
Het Streeklab Haarlem - Laboratorium voor Medische Microbiologie en ook bekend onder de naam Streeklaboratorium voor de Volksgezondheid Kennemerland is een laboratorium en onderzoeksinstituut in Haarlem. Het streeklab is een kenniscentrum voor infectieziekten, infectiepreventie en microbiologische diagnostiek. Het lab verzorgt het verzorgingsgebied Kennemerland en omstreken.
Het lab is een zelfstandige, geprivatiseerde, geaccrediteerde (ISO 15189:2012) stichting ze voeren onder andere onderzoek uit voor; de eerstelijnsgezondheidszorg: huisartsen en verloskundigen; de dweedelijnsgezondheidszorg: verpleeghuizen en ziekenhuizen (Spaarne Gasthuis, Rode Kruis Ziekenhuis in Beverwijk); andere instellingen voor gezondheidszorg; wetenschappelijke en commerciële partners.